# Washington Open 2007 - Qualificazioni singolare
Le qualificazioni del singolare al Washington Open 2007 sono state un torneo di tennis preliminare per accedere alla fase finale della manifestazione. I vincitori dell'ultimo turno sono entrati di diritto nel tabellone principale. In caso di ritiro di uno o più giocatori aventi diritto a questi sono subentrati i lucky loser, ossia i giocatori che hanno perso nell'ultimo turno ma che avevano una classifica più alta rispetto agli altri partecipanti che avevano comunque perso nel turno finale.
Le qualificazioni del torneo Washington Open  2007 prevedevano 16 partecipanti di cui 4 sono entrati nel tabellone principale.

## Teste di serie
1. Wayne Odesnik (Qualificato)
2. André Sá (ultimo turno)
3. George Bastl (Qualificato)
4. Prakash Amritraj (ultimo turno)

1. Somdev Devvarman (primo turno)
2. Nathan Thompson (primo turno)
3. Wesley Whitehouse (Qualificato)
4. Cecil Mamiit (ultimo turno)

## Qualificati
1. Wayne Odesnik
2. Somdev Devvarman

1. George Bastl
2. Wesley Whitehouse

## Tabellone

### Legenda
| - Q = Qualificato - WC = Wild card - LL = Lucky loser | - ALT = Alternate - SE = Special Exempt - PR = Protected Ranking | - w/o = Walkover - r = Ritirato - d = Squalificato |

### Sezione 1
|  | Primo turno | Primo turno         | Primo turno         | Primo turno | Primo turno |  |  | Ultimo turno | Ultimo turno  | Ultimo turno  | Ultimo turno | Ultimo turno |  |
|  |             |                     |                     |             |             |  |  |              |               |               |              |              |  |
|  | 1           | Wayne Odesnik       | Wayne Odesnik       | 6           | 6           |  |  |              |               |               |              |              |  |
|  |             | Jan-Michael Gambill | Jan-Michael Gambill | 3           | 1           |  |  | 1            | Wayne Odesnik | Wayne Odesnik | 7            | 6            |  |
|  | 8           | Cecil Mamiit        | 2                   | 6           | 6           |  |  | 8            | Cecil Mamiit  | Cecil Mamiit  | 63           | 3            |  |
|  |             | Marcus Fugate       | 6                   | 3           | 4           |  |  |              |               |               |              |              |  |

### Sezione 2
|  | Primo turno | Primo turno      | Primo turno      | Primo turno | Primo turno |  |  | Ultimo turno | Ultimo turno     | Ultimo turno     | Ultimo turno | Ultimo turno |  |
|  |             |                  |                  |             |             |  |  |              |                  |                  |              |              |  |
|  | 2           | André Sá         | André Sá         | 7           | 6           |  |  |              |                  |                  |              |              |  |
|  |             | Luka Gregorc     | Luka Gregorc     | 6           | 3           |  |  | 2            | André Sá         | André Sá         | 2            | 1            |  |
|  |             | Somdev Devvarman | Somdev Devvarman | 6           | 6           |  |  |              | Somdev Devvarman | Somdev Devvarman | 6            | 6            |  |
|  | 5           | Kamil Capkovic   | Kamil Capkovic   | 2           | 2           |  |  |              |                  |                  |              |              |  |

### Sezione 3
|  | Primo turno | Primo turno     | Primo turno     | Primo turno | Primo turno |  |  | Ultimo turno | Ultimo turno    | Ultimo turno | Ultimo turno | Ultimo turno |  |
|  |             |                 |                 |             |             |  |  |              |                 |              |              |              |  |
|  | 3           | George Bastl    | 65              | 7           | 7           |  |  |              |                 |              |              |              |  |
|  |             | Fritz Wolmarans | 7               | 62          | 6           |  |  | 3            | George Bastl    | 6            | 2            | 7            |  |
|  |             | Nathan Thompson | Nathan Thompson | 6           | 6           |  |  |              | Nathan Thompson | 1            | 6            | 63           |  |
|  | 6           | Karan Rastogi   | Karan Rastogi   | 2           | 1           |  |  |              |                 |              |              |              |  |

### Sezione 4
|  | Primo turno | Primo turno       | Primo turno       | Primo turno | Primo turno |  |  | Ultimo turno | Ultimo turno      | Ultimo turno      | Ultimo turno | Ultimo turno |  |
|  |             |                   |                   |             |             |  |  |              |                   |                   |              |              |  |
|  | 4           | Prakash Amritraj  | Prakash Amritraj  | 6           | 6           |  |  |              |                   |                   |              |              |  |
|  |             | Treat Conrad Huey | Treat Conrad Huey | 4           | 4           |  |  | 4            | Prakash Amritraj  | Prakash Amritraj  | 6(1)         | 5            |  |
|  | 7           | Wesley Whitehouse | 7                 | 1           | 7           |  |  | 7            | Wesley Whitehouse | Wesley Whitehouse | 7            | 7            |  |
|  |             | Tyler Cleveland   | 6                 | 6           | 64          |  |  |              |                   |                   |              |              |  |